# Tennistoernooi van Memphis 2002
|                                       |  |                                     |
| Lisa Raymond, winnares bij de vrouwen |  | Andy Roddick, winnaar bij de mannen |

Het tennistoernooi van Memphis in 2002 werd van 17 tot en met 24 februari 2002 op de hardcourt-binnenbanen van de Racquet Club of Memphis in de Amerikaanse stad Memphis (Tennessee) gespeeld. De officiële naam van het toernooi was Kroger St. Jude International.
Het toernooi bestond uit twee delen:
- WTA-toernooi van Memphis 2002, het toernooi voor de vrouwen (17–23 februari)
- ATP-toernooi van Memphis 2002, het toernooi voor de mannen (18–24 februari)

ATP-toernooi van Memphis – WTA-toernooi van Memphis

2002 · 2003 · 2004 · 2005 · 2006 · 2007 · 2008 · 2009 · 2010 · 2011 · 2012 · 2013